# NSWRL 1923
Die NSWRL 1923 war die sechzehnte Saison der New South Wales Rugby League Premiership, der ersten australischen Rugby-League-Meisterschaft.
1923 waren erneut zwei Mannschaften, die Eastern Suburbs und die South Sydney Rabbitohs, punktgleich, so dass wie im Vorjahr ein Grand Final stattfand. Im Grand Final gewannen die Eastern Suburbs 15:12 gegen die Rabbitohs und gewannen damit zum vierten Mal die NSWRL.

## Tabelle
|     | Team                    | Spiele | Siege | Unent. | Ndlg. | Spiel- punkte | Diff. | Tabellen- punkte |
| --- | ----------------------- | ------ | ----- | ------ | ----- | ------------- | ----- | ---------------- |
| 01. | Eastern Suburbs         | 16     | 13    | 0      | 3     | 235:124       | + 111 | 30               |
| 02. | South Sydney Rabbitohs  | 16     | 13    | 0      | 3     | 242:173       | + 69  | 30               |
| 03. | Balmain Tigers          | 16     | 10    | 1      | 5     | 247:136       | + 111 | 25               |
| 04. | Western Suburbs Magpies | 16     | 9     | 0      | 7     | 257:218       | + 39  | 22               |
| 05. | North Sydney Bears      | 16     | 8     | 0      | 8     | 245:223       | + 22  | 20               |
| 06. | Glebe                   | 16     | 6     | 0      | 10    | 160:193       | - 33  | 16               |
| 07. | St. George Dragons      | 16     | 5     | 0      | 11    | 168:236       | - 68  | 14               |
| 08. | Newtown Jets            | 16     | 4     | 2      | 10    | 161:297       | - 136 | 14               |
| 09. | Sydney University       | 16     | 2     | 1      | 13    | 120:235       | - 115 | 9                |

- Da in dieser Saison jedes Team zwei Freilose hatte, wurden nach der Saison nur normalen Punktezahl noch 4 Punkte dazugezählt.

## Grand Final
| 12. September | Eastern Suburbs                                      | 15 : 12       | South Sydney Rabbitohs                                                 | Sydney Cricket Ground, Sydney Zuschauer: 15.000 Schiedsrichter: Tom McMahon Sr. |
| 12. September | Versuche: Caples (2), Steel Erhöhungen: Oxford (3/3) | (7:7) Bericht | Versuche: Wearing (2) Erhöhungen: Wearing (2/2) Straftritte: Horne (1) | Sydney Cricket Ground, Sydney Zuschauer: 15.000 Schiedsrichter: Tom McMahon Sr. |

| 1                  | Ed Rigney        |
| 2                  | Cyril Abotomey   |
| 3                  | Jack Dawson      |
| 4                  | Les Steel        |
| 5                  | George Agar      |
| 6                  | Harry Caples     |
| 7                  | Sid Kaufman      |
| 8                  | Arthur Oxford    |
| 9                  | Jack Watkins     |
| 10                 | William Ives     |
| 11                 | Tom Molloy       |
| 12                 | Harold Holmes    |
| 13                 | Bill Richards    |
| Auswechselspieler: |                  |
| 14                 | Edward Connerton |

| 1  | Howard Hallett    |
| 2  | Benjamin Wearing  |
| 3  | Tom Barry         |
| 4  | Vic Lawrence      |
| 5  | Oscar Quinlivan   |
| 6  | William Gillespie |
| 7  | Alec Johnson      |
| 8  | Dave Watson       |
| 9  | Pat Murphy        |
| 10 | Perc Horne        |
| 11 | Ern Willmott      |
| 12 | Alf O’Connor      |
| 13 | Jack Lawrence     |